# Движимая вещь
Движимая вещь (движимое имущество) — любая вещь (включая деньги и ценные бумаги), не отнесённая законом к недвижимости.
К недвижимости относятся земельные участки, участки недр и всё, что прочно связано с землёй, то есть объекты, перемещение которых без несоразмерного ущерба их назначению невозможно, в том числе здания, сооружения, объекты незавершенного строительства. Российское законодательство относит к недвижимому имуществу также: воздушные и морские суда, суда внутреннего плавания и космические объекты.
При отнесении вещей к категории движимых (либо недвижимых), используют два критерия:
1. материальный — степень связи вещей с землёй;
2. юридический — отнесение вещей к разряду недвижимых, независимо от связи с землёй[2].

По материальному критерию — движимой является вещь, не имеющая прочной связи с землёй.
По юридическому критерию — движимой является вещь, перенос которой возможен без нанесения несоразмерного ущерба для её назначения, а также вещь прямо не определяемая законом как недвижимость.
Для отнесения вещи к категории движимых, она должна удовлетворять обоим критериям, в противном случае, такая вещь будет считаться недвижимой.
По общему правилу, регистрация прав на движимые вещи не требуется. Регистрации (либо учёту) подлежат только те движимые вещи, в отношении которых такой порядок предусмотрен законом (оружие, транспортные средства, выпуски ценных бумаг, музейные ценности, имущество должника и др.).

## История
Разделение вещей на движимые и недвижимые известно ещё в Римском гражданском праве классического периода (III век до н. э. — III век н. э.). К движимым относились пространственно перемещаемые вещи, а к недвижимым — земельные участки и все создаваемое на них, а кроме того — недра, пространство над землей. Считалось, что сделанное над поверхностью следует за поверхностью.
В истоках подобного деления вещей стояли более древние римские традиции. На ранних этапах развития римского государства, земля, как важнейший объект собственности, принадлежала всей римской общине и составляла государственную собственность. Права отдельных граждан на землю определялись институтом владения (лат. possessio), означавшим лишь господство лица над вещью, в то время как право распоряжения этой вещью было ограниченно. Сделки с землёй могли проводить только римские граждане (квириты) между собой, путём проведения специального публичного процесса — манципации (лат. mancipatio). Действительность манципации утверждалась судебным актом. Сделки в отношении прочих вещей (за исключением рабов и крупного скота) совершались без манципации, путём простой передачи объектов сделки.